# Pârâul Merilor
Pârâul Merilor sau Valea Merilor este un curs de apă, afluent al râului Olt. 